# Prvenstvo Hrvatske u hokeju na travi 2004./05.
Prvenstvo Hrvatske u hokeju na travi za sezonu 2004/05:
Sudionici I. A lige su bili Mladost, Marathon, Jedinstvo, Trešnjevka, Concordia i Zelina.

## Konačni poredak I. A lige
```
Por.  Klub      Ut  Pb  N Pz Pos Pri  Bod
1. Mladost      10   8  1  1  53:14    25
2. Marathon     10   8  1  1  65:17    25
3. Jedinstvo    10   4  2  4  27:34    14
4. Trešnjevka   10   4  2  6  15:40     8
5. Concordia    10   2  2  6  18:48     8
6. Zelina       10   1  2  7  13:38     2 (zbog -3)
```

## Konačni poredak I. B lige
```
1. Mladost 2    10   9  0  1  43:11    27
2. Trnje        10   6  1  3  47:18    19
3. Zagreb       10   5  1  4  41:27    16
4. Sloga        10   4  0  6  36:35    12
5. Akademičar   10   3  1  6  18:32     7 (zbog -3)
6. Marathon 2   10   1  1  8  15:77     4
```

### Majstorica za ulazak u 1.A ligu
- Zelina - Mladost 2 2:2 (5:4 7m)

## Ukupni konačni poredak
1. Mladost
2. Marathon
3. Jedinstvo
4. Trešnjevka
5. Concordia
6. Zelina
7. Mladost 2
8. Trnje
9. Zagreb
10. Sloga
11. Akademičar
12. Marathon 2

Hrvatski prvak za sezonu 2004/05. je zagrebačka Mladost.